# Flotilla del Amur

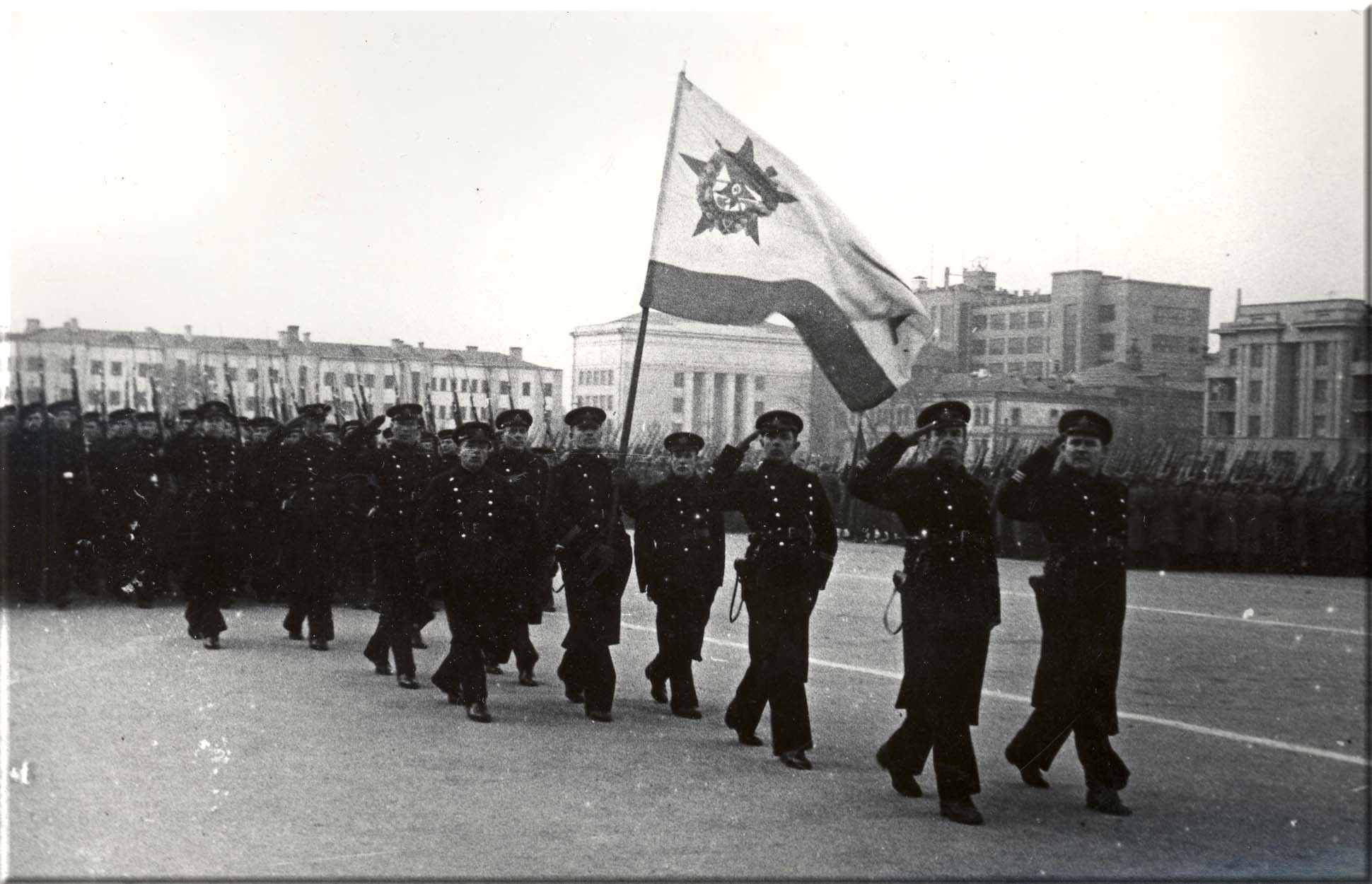
La flotilla durante el Desfile de la Revolución de Octubre de Kuybyshev de 1941.

La Flotilla Militar del Amur (ruso: Амурская военная флотилия) era una flotilla militar en el río Amur en la región del Lejano Oriente de Rusia.

## Historia
En 1900, los rusos formaron una flotilla temporal en el río Amur con barcos privados y barcazas. Inicialmente, sirvió para propósitos de transporte durante la Guerra ruso-japonesa de 1904-5. Oficialmente, la FMA fue creado en julio de 1906 con el propósito de defender la línea fronteriza de la cuenca del Amur y asegurar la comunicación del agua en el río Amur. En 1910, el FMA comprendía 28 unidades, incluidas ocho cañoneras de torreta y diez cañoneras más pequeñas. En diciembre de 1917, formaron la flotilla militar soviética del Amur, que tomaría parte en la Guerra civil rusa.
En 1918, el FMA fue capturado por los japoneses, que se llevaron casi todos los barcos en mayo de 1920. Con el final de la guerra civil en el Extremo Oriente, los soviéticos comenzaron la reconstrucción de la flotilla. En 1925-6, se hizo más grande con el regreso de los barcos, quitados por los japoneses. En 1929, el AMF incluyó cuatro monitores de río y otros barcos. En 1930, la FMA recibió la Orden de la Bandera Roja por sus exitosas operaciones militares durante el conflicto sino-soviético de 1929.
Neon Vasilyevich Antonov (1907-1948) fue transferido para comandar la flotilla, en preparación para la guerra contra Japón. Durante la operación, la FMA (ocho monitores, once cañoneras, 52 lanchas blindadas, etc.) bajo el mando de NV Antonov cooperó con los ejércitos del primer y segundo frentes del Lejano Oriente en los ríos Amur, Ussuri, Sungari y el lago Khanka.
La flotilla militar del Amur se disolvió el 7 de junio de 1998.